# Ice (yacht)
M/Y Ice, tidigare Air, är en superyacht tillverkad av Lürssen i Tyskland. Hon beställdes av den italienske affärsmannen Augusto Perfetti men under konstruktionen av yachten, blev den uppköpt av den ryske oligarken Sulejman Kerimov. 2015 fick den nya ägare när Ekvatorialguinea köpte den åt Teodoro Nguema Obiang Mangue, som är son till den sittande presidenten Teodoro Obiang Nguema Mbasogo.. Superyachten designades exteriört av Tim Heywood Design medan Terence Disdale designade interiören. Ice är 90,1 meter lång och har en kapacitet upp till 14 passagerare fördelat på sju hytter. Den har en besättning på 27 besättningsmän och en helikopter av modellen Eurocopter EC135.

## Galleri

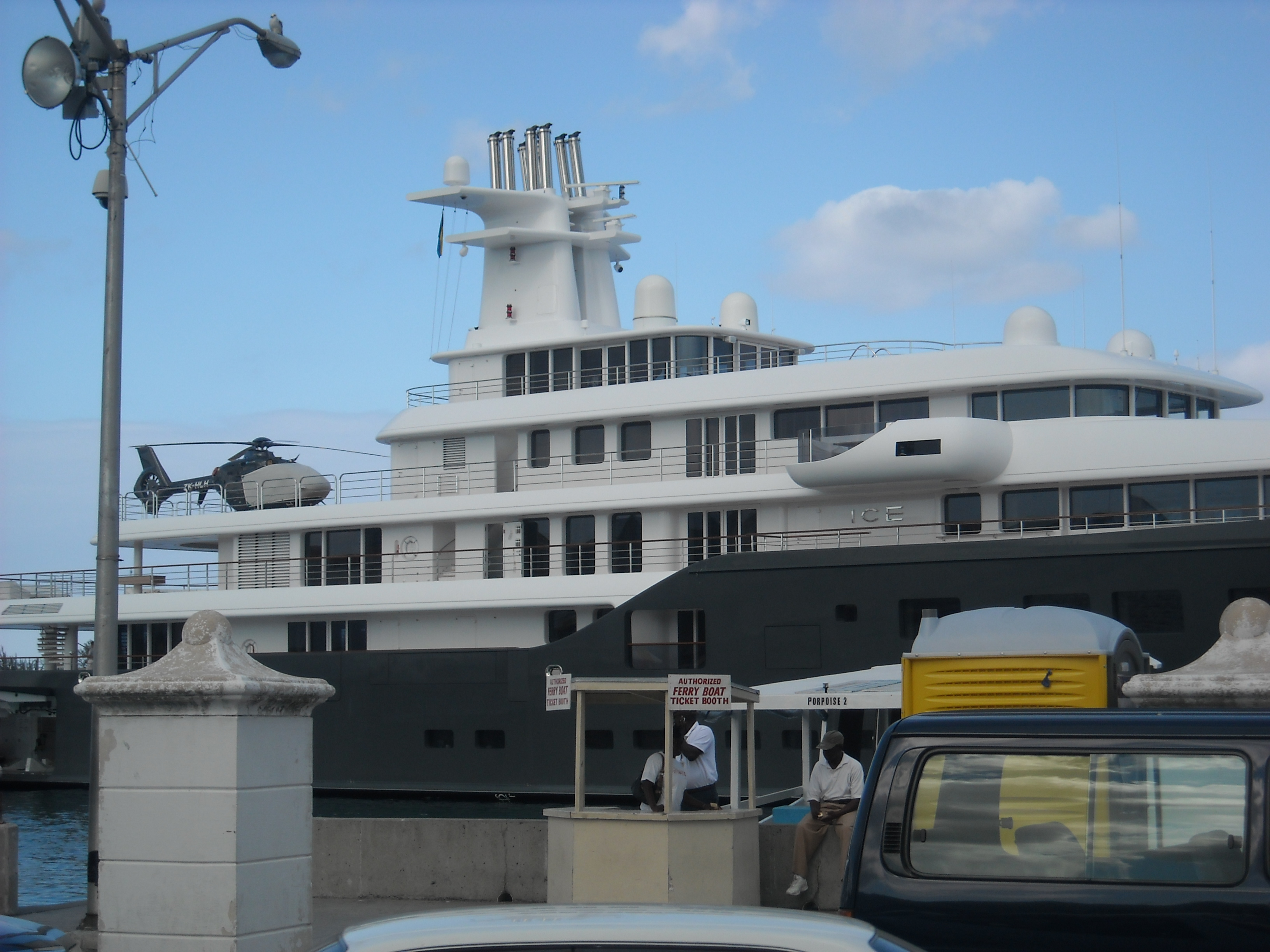
Ice i Nassau i Bahamas, 2009.
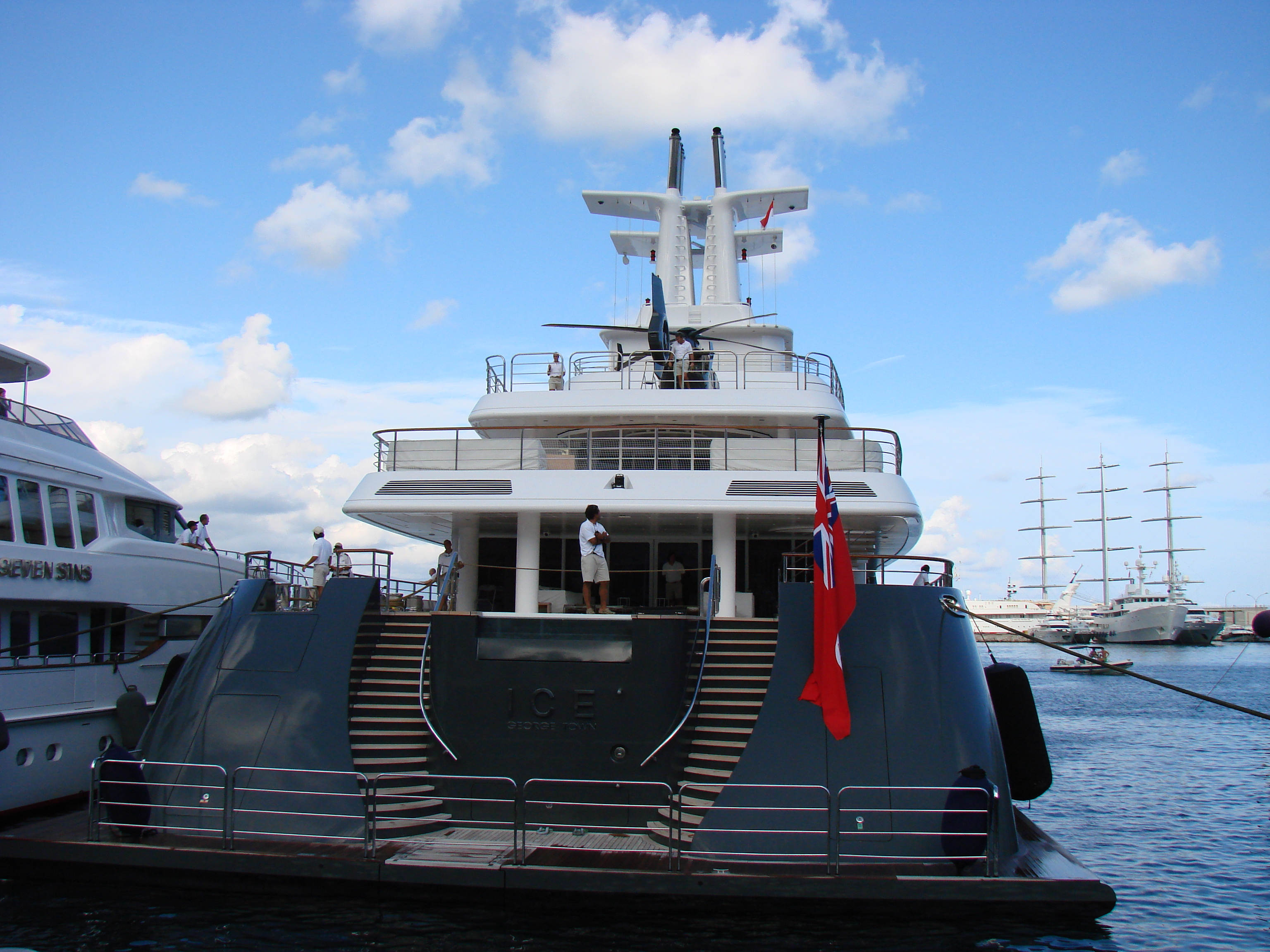
Ice i okänd hamn, 2008.